# Aseptis fumosa
Aseptis fumosa là một loài bướm đêm trong họ Noctuidae.